# Gaston Hoyaux
Gaston Jean-Baptiste Séraphin Hoyaux (Leval-Trahegnies, 7 februari 1894 - La Louvière, 28 maart 1968) was een Belgisch volksvertegenwoordiger.

## Levensloop
Hoyaux was onderwijzer en journalist.
Hij werd gemeenteraadslid van Haine-Saint-Paul (1926) en werd in deze gemeente schepen (1927-1938) en burgemeester (1946-1953).
In 1932 werd hij verkozen tot POB-volksvertegenwoordiger van het arrondissement Zinnik en vervulde dit mandaat tot in 1961.
Tijdens de Tweede Wereldoorlog trad hij toe tot het Verzet. Hij werd opgepakt door de bezetter en bracht twee en een half jaar door in de concentratiekampen van Breendonk, Oranienburg en Buchenwald en overleefde het.

## Publicaties
- Dans le Centre rouge, 1921.
- La presse socialiste et ses adversaires, Brussel, 1930.
- La littérature patoisante dans le Centre, La Louvière, 1931.
- Notions d'économie et de législation sociales, La Louvière, 1931.
- Les grèves dans le Centre, juillet-août 1932, Brussel, 1933.
- Trente-deux mois sous la matraque des S.S., Brussel, 1945.
- Notions d'économie politique et le droit social, Brussel, 1951.